# Didyma

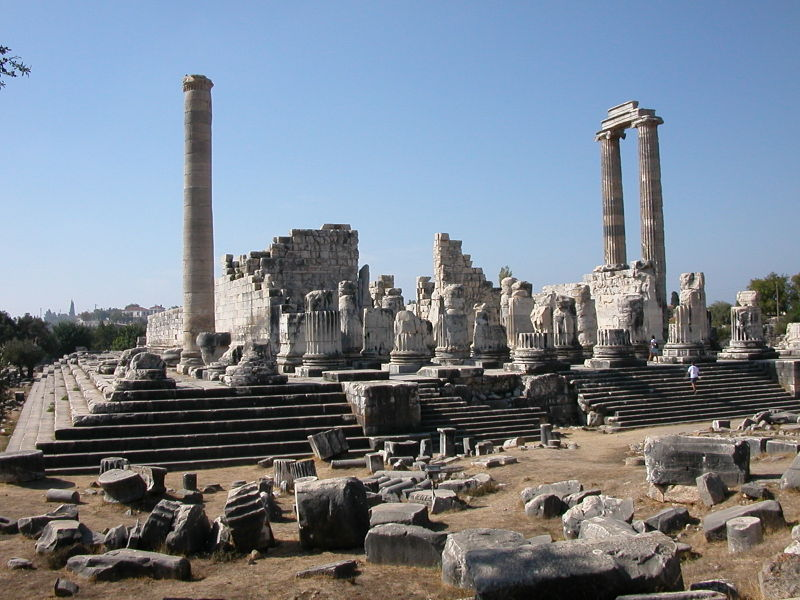
De buitenkant van het Didymaion in Didyma

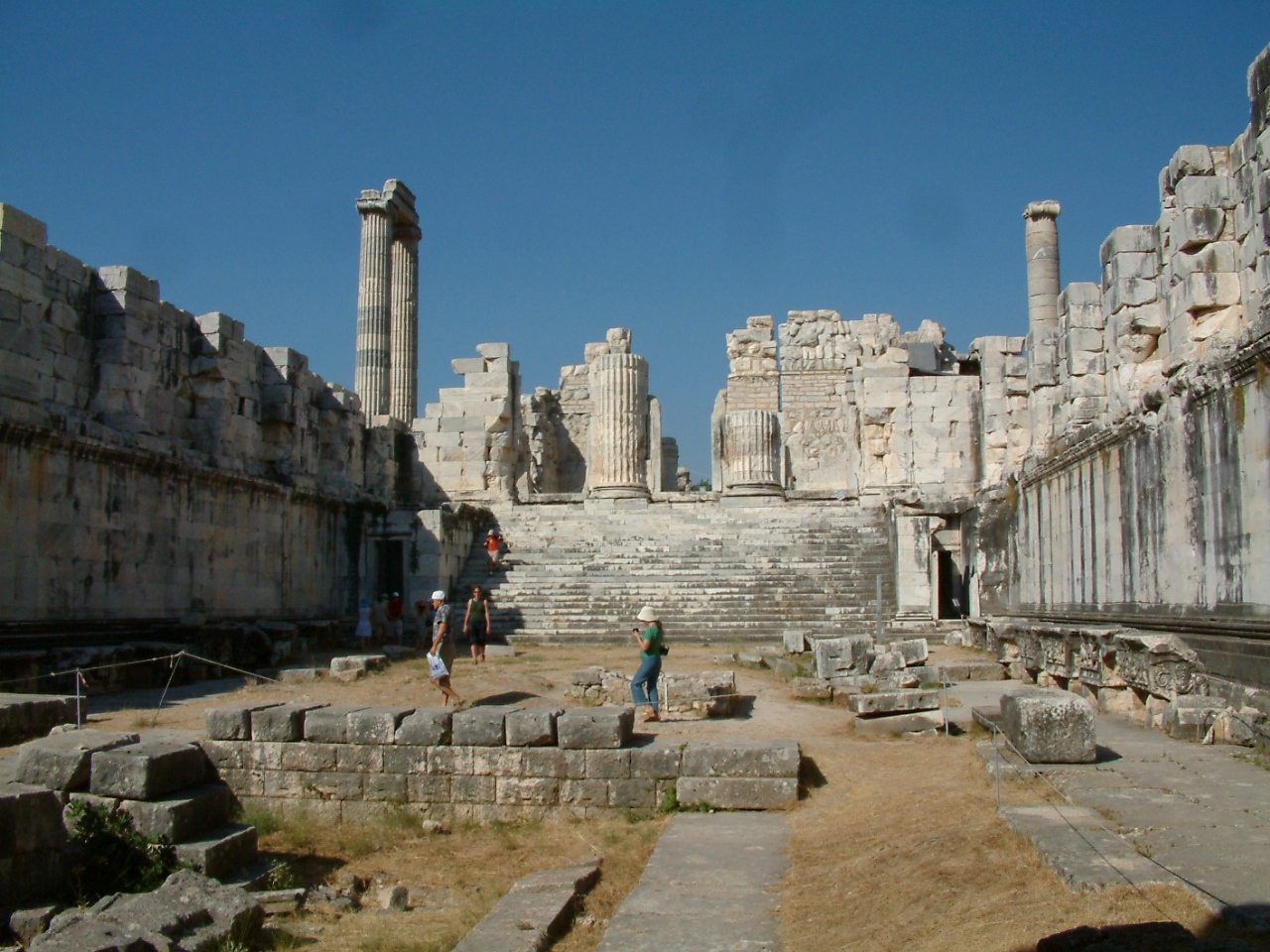
De binnenkant van het Didymaion in Didyma

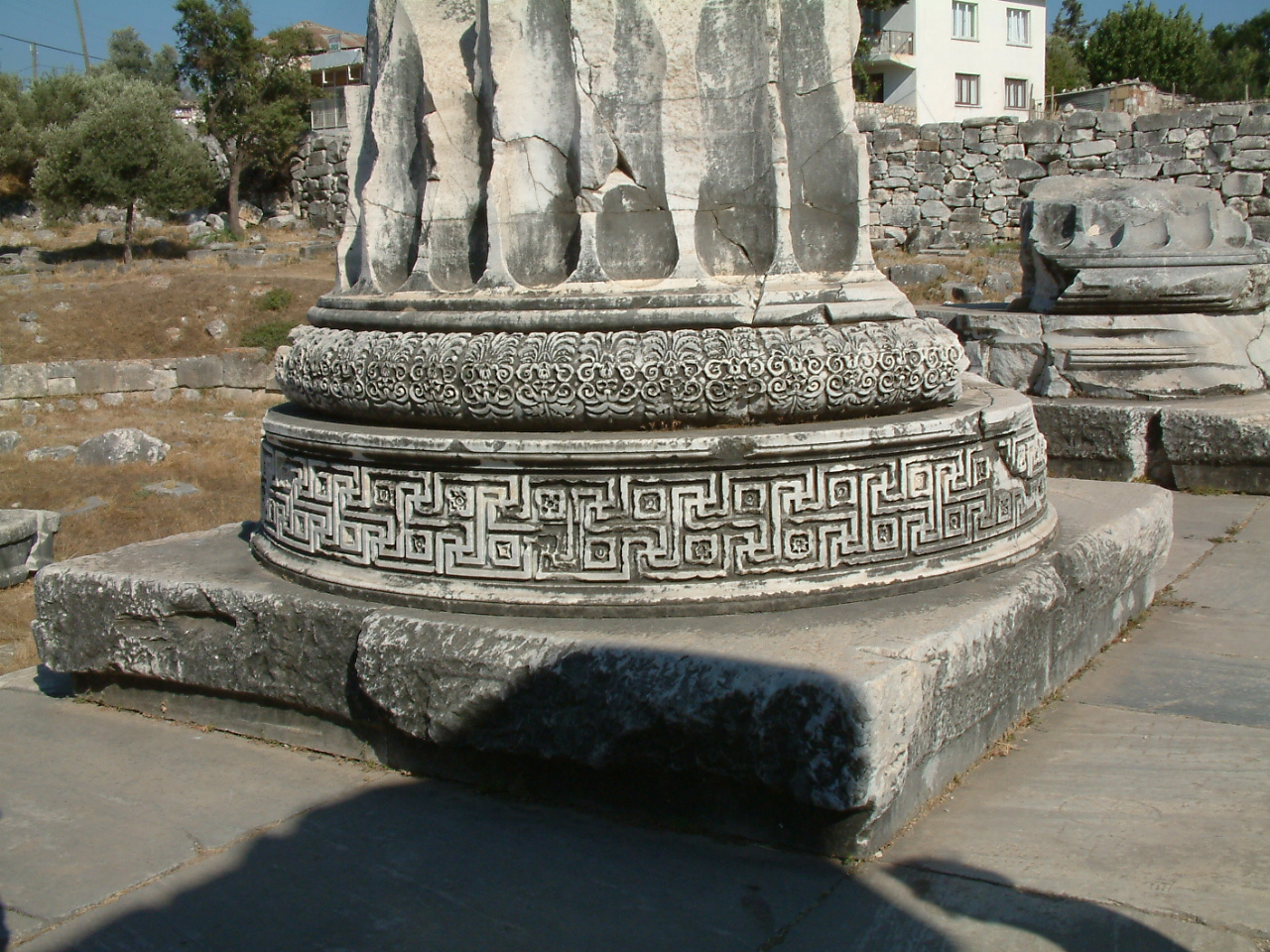
Een kolom van de tempel van Apollon

Didyma (Oudgrieks: Δίδυμα) was in de oudheid een Grieks heiligdom en een bekende orakelplaats van de god Apollo in de buurt van de stad Milete aan de westkust van Klein-Azië (het huidige Turkije). Het heiligdom wordt ook wel het Didymaion genoemd. Het was door een 20 kilometer lange "heilige weg" met Milete verbonden, waaroverheen regelmatig processies van de stad naar het heiligdom plaatsvonden.
De herkomst van de naam "Didyma" is omstreden. De naam is of afkomstig uit het Carisch (en stamt daarmee uit voor-Griekse tijd) of uit het Grieks (didymos betekent "tweeling", waarmee Apollo en Artemis bedoeld werden). Het Didymaion was overigens ook gebouwd met het oog op het Artemision van Efeze, dat zeer veel aanzien genoot.
In de archaïsche periode was er op deze plek al een grote tempel. Pausanias (160 na Chr.) heeft geschreven dat die tempel er al was in de 10e eeuw v.Chr., anderen dateren hem op 20 eeuwen v.Chr. Deze oude tempel werd in ieder geval bestuurd door de Branchidenfamilie, totdat in 494 v.Chr. de Perzische koning Darius I de tempel verwoestte. In 313 v.Chr. begon Milete met de bouw van een nieuwe hellenistische tempel die heden ten dage nog steeds te zien is.
De tempel heeft reusachtige afmetingen en is na het Artemision in Efeze en het Herakleion op Samos de grootste tempel uit de Griekse oudheid. De lengte bedraagt 120 meter, de breedte 60 meter en de zuilen zijn zo'n 20 meter hoog. Van de 122 oorspronkelijke zuilen staan er nog drie overeind en ook van de cella bestaan er nog aanzienlijke stukken. Binnen in de cella bevindt zich een kleiner tempeltje waar oorspronkelijk het cultusbeeld van Apollo heeft gestaan. De laatste bloeitijd van de tempel was in de eerste en tweede eeuw, waarna een serie aardbevingen in 265 na Chr. flinke schade aanrichtte. De tempel is nooit helemaal afgebouwd. Zo is op een van de zuilen de cannelure al wel afgetekend maar nooit uitgehakt, zoals bij de andere zuilen wel het geval is.
In de tijd van de christelijke keizers van Rome werd de tempel gesloten en in de 5e eeuw liet keizer Theodosius II in het adyton een basiliek bouwen, hetgeen getuigt van de heiligheid van de plaats.

In de 15e eeuw richtten nieuwe aardbevingen verdere verwoestingen aan; deze brachten de tempel in een staat waarin archeologen hem vanaf de 18e eeuw aantroffen. Vondsten uit Didyma zijn te vinden in het British Museum, het Louvre en in het Pergamonmuseum in Berlijn.

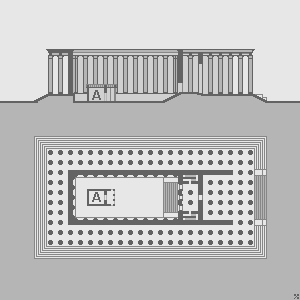
Plattegrond en doorsnede van originele tempel